# Каратаев, Владимир Александрович
Владимир Александрович Каратаев  (род. 21 августа 1955 года, г. Староконстантинов, Хмельницкая область, УССР, СССР) — советский и российский спортсмен-альпинист, заслуженный мастер спорта СССР (1989),  чемпион СССР по альпинизму (1985), участник траверса Канченджанги (1989), первопрохождения Южной стены Лхоцзе (1990), восхождения на Ама-Даблам (1997). Вошел в десятку лучших спортсменов Советского Союза (1990).

## Биография
Родился 21 августа 1955 года в городе Староконстантинов Хмельницкой области Украины. В 1957 году  вместе семьёй переезжает в  Красноярский край. С 1957 года проживал  в Енисейске, а с 1965 года проживает в городе Дивногорске.
Занимался туризмом, горными лыжами, лыжной акробатикой, спелеологией, закончил школу водолазов ДОСААФ и участвовал в спелео-подводных экспедициях, совершил много длительных подводных заплывов, глубоководных погружений. Занятия скалолазанием начинал в дивногорском клубе «Зантур».  В 1977 году окончил Дивногорский гидроэнергетический техникум имени А. Е. Бочкина.

## Альпинистская карьера
Альпинизмом начал заниматься с 1975 года (альпинистский лагерь «Ала-Арча»), там получил значок «Альпинист СССР».

### Наиболее значимые восхождения[3]
- 1982 год — пик Свободной Кореи (4777 м);
- 1983 год — один из пятитысячников Кавказа — Мижирги (5047 м);
- 1984 год — пик Саук-Джайляу  (Памиро-Алай, Алайский хребет, ущелье Арчеканыш)  (4866 м);
- 1985 год — пик Ленина через скалы Липкина: Холодная Стена, Язгулемский хр.  (7134 м). Чемпион СССР по альпинизму в высотно-техническом классе (рук. В. Балыбердин);
- 1986 год  — пик Аксу,  Туркестанский хребет (5355 м). Бронзовый призер чемпионата СССР по альпинизму. рисвоено звание Мастер спорта СССР;
- 1987 год  — пик Корженевской (7105 м) и  пик Коммунизма  (7495 м);
- 1988 год  — траверс пик Важа-Пшавелы — пик Победы (7439 м) — пик Военных Топографов  (рук. Е. Виноградский).

### Вторая советская гималайская экспедиция[3]
В 1989 году в составе Второй гималайской экспедиции поднялся на три вершины массива Канченджанги: 11-го апреля на Южную (8491 м) в группе Е. Виноградского. Присвоено звание Мастер спорта СССР международного класса. 29-го апреля на Главную (8586 м) и Среднюю (8478 м) с перемычки между ними (в группе В. Пастуха). Награжден медалью «За трудовую доблесть». Присвоено звание Заслуженный мастер спорта СССР.

### Экспедиция «Лхоцзе-90»[3]
Восхождение на Лхоцзе (8511 м). Цель экспедиции — подъем по южной стене — маршруту, который безуспешно пытались пройти альпинисты многих стран, которую великий итальянец Рейнхольд Месснер назвал «маршрутом XXI века». Вечером 16-го октября 1990 года на вершину поднялась двойка С. Бершов — В. Каратаев. Восхождение протекало в очень тяжелых метеорологических условиях. Пройти этот путь ни до, ни после русских пока не смог никто. Тот же Месснер, отправившийся в экспедицию на Лхоцзе с европейской сборной, дойти не смог. Знаменитый поляк Ежи Кукучка, второй после Месснера человек, покоривший все 14 восьмитысячников, здесь погиб — сорвался в пропасть с высоты в три километра.

## Дальнейшая судьба
Близ вершины Лхоцзе обморозил руки и ноги, спасти его пальцы хирургам не удалось, их пришлось ампутировать — все 20, до последней фаланги, только так можно было сохранить жизнь альпинисту.
Перенес 10 операций. Несмотря на полученную инвалидность, руководил альпинистскими сборами спасотрядов на Кавказе. Указ о награждении орденом Ленина Владимира Каратаева, участника экспедиции в Гималаи подписан 21 декабря 1991 года, в последний день существования СССР. Лауреат всероссийского конкурса «Спортивная честь» (1991)
Освоил полеты на парапланах, и 22 июня 1997 года  совершил полёт  на параплане с горы Второй столб в Красноярском крае. Ничего даже отдаленно похожего никто еще не делал на просторах бывшего СССР. Ровно через семь лет Каратаев вернулся с красноярской командой в Гималаи и поднялся на вершину Ама-Даблам (6856 м). Южный маршрут Лхоцзе, его стена оттуда была видна во всей своей неприступной красе. В настоящее время живет и работает тренером-преподавателем по горным лыжам в спортивной детско-юношеской школе в городе Дивногорске Красноярского края.